# Angelina Vidal
Angelina Casimira da Silva Vidal, Angelina Vidal, ou Republicana Viseense (São José, Lisboa, 11 de março de 1847 – Anjos, Lisboa, 1 de agosto de 1917) foi uma jornalista, tradutora, professora, olissipógrafa e escritora. Era considerada uma das figuras mais pertinentes na luta pelos direitos dos mais pobres. Destaca-se, de igual modo, o seu activismo pelos direitos das mulheres, compactuando com a ideologia republicana e socialista.
Foi a primeira editora dum jornal republicano, A Emancipação, 1880, Tomar e também a primeira republicana a falar em público na abertura do Partido Republicano Português no Porto em 1880.

## Biografia
Angelina é filha ilegítima do Maestro Joaquim Casimiro Júnior e de Rita Adelaide de Jesus. Os seus pais nunca casaram, Joaquim era casado com Maria do Carmo Figueiredo, que faleceu dez anos depois de Joaquim. Assume-se, pelo seu assento de batismo, ocorrido a 7 de junho de 1849, na igreja de São José, em Lisboa, que terá nascido a 11 de março de 1847. Angelina teve uma irmã, filha legítima do casamento de seu pai, Carlota Joaquina da Silva Faria, falecida em 1913.
Não obstante ter nascido no seio de uma família médio-burguesa, Angelina cedo se confrontou com inúmeras adversidades. Tinha nove anos quando o pai e a mãe faleceram passando a ser enclausurada num colégio de freiras. Inconformada com a educação prosaica que terá recebido num colégio de freiras, procurou sempre continuar a instruir-se da forma mais abrangente possível. 
O 7 de novembro de 1872 casou-se com Luís de Campos Vidal com quem teve cinco filhos. O casal acabaria por separar-se doze anos depois, situação que a levou inclusivamente a perder a tutela das crianças, devido às alegações de Luís Campos Vidal de que Angelina Vidal sujeitava os filhos a uma péssima educação moral. Uma vez que o estado de divorciada não era legal na altura quando Luís de Campos Vidal faleceu nunca lhe foi atribuída a pensão de viuvez devido a sua atividade republicana, esta falta de apoios levou ela a diversas tentativas de suicidio. 

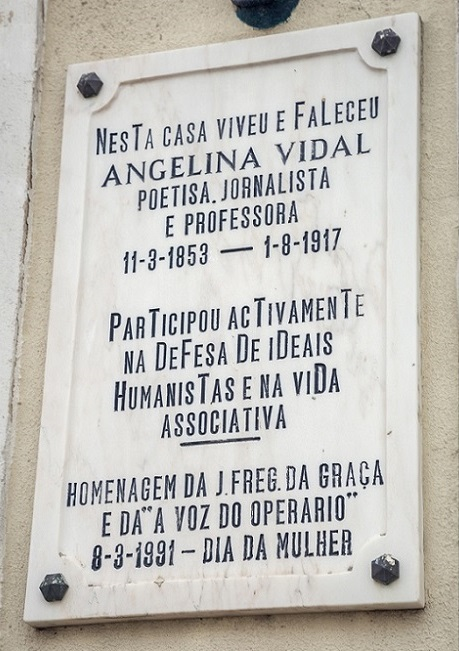
Placa comemorativa de Angelina Vidal, na casa onde viveu e faleceu (data de nascimento errada, como se comprova pelo assento de baptismo).

Os desfavorecidos que defendia foram os seus principais aliados. As operárias das fábricas do tabaco abriram uma subscrição para ajudá-la financeiramente. Socialmente estigmatizada e forçada a lutar pela sua subsistência, encontrou finalmente algum amparo em 1901, quando, após a insistência de operárias de fábricas de tabaco por quem Angelina tinha lutado, lhe foi concedida uma subvenção mensal por parte da sociedade A Voz do Operário, no âmbito da qual leccionaria a disciplina de francês. Também tornou-se professora do ensino secundário de música e de piano e começou a receber uma remuneração pela venda dos seus livros de poesia.
Igual esforço viria a repetir-se em 1904, quando necessitou de ser novamente socorrida, do ponto de vista financeiro, pelas sempre gratas operárias. Pertencendo, à época, a um grupo residual de mulheres que procuravam auferir remuneração em empregos não-mecânicos/manuais, Vidal trabalhou como jornalista, tradutora, professora, olissipógrafa e escritora. Multifacetada também no que respeita aos géneros literários, desde a poesia ao teatro, escreveu variadas peças, a maioria das quais subsequentemente encenadas, daqui passando a advir, ultrapassado o período de penúria, a sua principal fonte de rendimento. Com efeito, arrecadou, logo no início da sua carreira, dois prémios internacionais, pelo poema A Morte do Espírito, em 1885, e por Ícaro, em 1902.
Foi também amplamente respeitada enquanto jornalista, tendo integrado a Associação da Imprensa Portuguesa, embora se tenha tornado sobretudo reconhecida pelo vínculo propagandista que estabeleceu com o universo operário, sobretudo na sua associação à Sociedade de Instrução e Beneficência A Voz do Operário. Nesse sentido, colaborou com diversos jornais operários e sindicalistas, entre os quais o jornal Pró-Infância, em parceria com Heliodoro Salgado, Teixeira Bastos, Miguel Bombarda, Magalhães Lima, Máximo Brou, França Borges, entre outros. Nesta linha de pensamento, destaca-se também o seu activismo em torno dos direitos femininos, designadamente direccionado à mulher operária, que acaba por estar em total consonância com a ideologia republicana, numa primeira fase, e com a doutrina socialista, num momento posterior, que viriam a pautar o seu percurso progressivamente político. À imagem de outras mulheres intelectuais da época, Vidal via na emancipação feminina uma condição imprescindível para o progresso civilizacional, defendendo que a educação e, sobretudo, o trabalho, constituiriam os mais importantes pilares da vida da mulher, que nunca deveria descurar, contudo, as suas responsabilidades maternais.
Para além das várias obras publicadas em Portugal, e em Português, Angelina é fluente em italiano, francês e espanhol, e publica no Brasil, em Espanha e em Angola. Dirigiu ainda as publicações: Sindicato, Justiça do Povo, e A Emancipação (Tomar). Preocupou-se, sobretudo, com as condições das mulheres operárias, que tinham de garantir o sustento da família, conciliando esse papel com o de mãe. No seu texto Às operárias portuguesas (1886), incentivou-as a lutar pelas 12 horas de trabalho, à semelhança das operárias austríacas. O dia de trabalho tinha 15.
Angelina Vidal morreu em sua casa, na rua de São Gens, n.º 41, R/C, então na freguesia dos Anjos (Lisboa), aos 70 anos, vítima de icterícia, a 1 de Agosto de 1917, justamente no ano em que lhe foi enfim atribuída uma pensão de viuvez, que tanta falta lhe fazia. Ao seu funeral, no Cemitério do Alto de São João, cujas despesas foram asseguradas pelo jornal O Século, compareceram personalidades de diversas áreas, tendo-se assistido a discursos proferidos por representantes do Partido Socialista, da Federação Municipal Socialista de Lisboa, da Voz do Operário, da Liga das Associações Mutualistas, do Comité Nacional dos Indígenas e dos Manipuladores do Tabaco.
A 5 de Outubro de 2009 os CTT fizeram uma emissão filatélica com o objectivo de homenagear um grupo de “mulheres cuja acção e testemunho as tornaram figuras indelevelmente associadas à história da República”. Esta colecção, denominada Mulheres da República, “evoca activistas dos direitos femininos dos primeiros tempos da República”, e dela faz parte Angelina Vidal, juntamente com Ana de Castro Osório, Maria Veleda, Adelaide Cabete, Carolina Beatriz Ângelo e Carolina Michaëlis de Vasconcelos, Virgínia Quaresma e Emília de Sousa Costa.

## Família
Casou, em 7 de Novembro de 1872, na Igreja Paroquial de São José, da mesma freguesia, em Lisboa, aos 25 anos, com Luís Augusto de Campos Vidal (São Paulo de Frades, Coimbra, Abril de 1848 - Bolama, Guiné-Bissau, 21 de Julho de 1894), médico naval, filho ilegítimo do general maçon Antonino José Rodrigues Vidal e Maria Emília Ferreira (no assento de casamento, é referido como filho natural de Maria de Jesus, natural da freguesia de Vacariça, concelho da Mealhada). Separam-se em 1885, sem obter divórcio, que à data não estava abrangido na lei portuguesa. Com a morte deste, em 1894, ficou no estado de viúva. Angelina teve também uma filha adoptiva, de nome Beatriz.
Tiveram cinco filhos:
- Maria Julieta de Campos Vidal (Cadaval, Lisboa, 28 de Março de 1873 - 1944), casou em 1908 com Eduardo Cayolla, tendo 5 filhos;
- Violeta de Campos Vidal (Avis, Portalegre, 25 de Abril de 1874 - 1916), solteira;
- Antonino de Campos Vidal (Santa Isabel, Lisboa, 22 de Janeiro de 1876 - Santa Isabel, Lisboa, 14 de Julho de 1912), oficial do Exército, casou em 1900 com Rosália Augusta da Conceição Domingues, tendo 4 filhos, falecido de cirrose hepática, aos 36 anos;
- Ema de Campos Vidal (1879 - Santa Isabel, Lisboa, 1 de Fevereiro de 1885), falecida de pneumonia;
- Hugo Casimiro Vidal (1886-1940), maestro-compositor;

## Obras[1]

### Obras impressas
- Morte de Satan, (1879)
- A Noite do Espírito, (1887)
- Ícaro, (1902)
- Jesus no Templo, (1881)
- Jessa Helfmann às Mães, Lisboa (1881)
- O Marquês de Pombal à luz da Filosofia, Lisboa, (1882)
- O Ultrage. Dedicado ao Major de Quillinan, Lisboa, (1883)
- Folhas Soltas, (1887)
- A Provocação. Carta ao Rei, (1887)
- Arquivo Histórico. Narrativa da Fundação das Cidades e Vilas do Reino e seus Brasões de Armas, (1889)
- Ódio à Inglaterra, (1890)
- Protesto contra a Inglaterra, (1890)
- Justiça aos vencidos, (1890)
- Liquidando... Espirais de Dor, Lisboa, (1894)
- Nas Florestas da Vida, Lisboa, (1906)
- Semana da Paixão, (1906)
- Contos Negros, (1896)
- Lisboa Antiga e Lisboa Moderna. Elementos Históricos da sua Evolução, 3 volumes, (1900-1903)
- Os Contos Vermelhos, (1904)
- Contos de Cristal, (1905)
- Evangelho da Instrução, (1907)
- Os Contos Cristalinos, (1907-1908)
- Abecedário do Amor, (1908)
- Avé Charitas! Ao grande coração de luz do ilustre sr. dr. Manuel d'Arriaga, Lisboa, (1912)

### Teatro
- O Conselheiro Acácio (drama)
- Nobreza de Alma (drama)
- Lição Moral (drama)
- Caminho Errado (Comédia em 3 actos)
- Castigar os que Erram (Comédia em 3 actos)
- O Oitavo Mandamento (Comédia em um acto)

### Colaboração em obras periódicas
- O Alarme
- Alma Feminina
- Anphion
- O Amigo da Infância
- O Arbitrador
- Bocage
- Cabeceirense
- Caixeiro
- Camões
- Capítulo
- Comarca de Arganil
- Comércio de Lisboa
- O Construtor
- Contemporâneo
- Courriers
- "Feminismo" A Crónica, 08/1906
- Democracia do Sul
- Diário Metalúrgico
- Domingo Ilustrado
- Eco Micaelense
- Eco Popular
- Enciclopédia Republicana
- O Estado do Norte
- O Figueirense
- Folha da Tarde
- Folha do Sul
- Gabinete de Repórteres
- A Greve
- Ideia Nova
- Independência
- Liberdade
- Loarense
- A Luz
- Luz do Operário
- Luz e Vida
- Marselhesa
- O Mutualista
- Notícias do Dia
- A Obra
- Oficina
- O País
- Partido Operário
- Partido do Povo
- Portugal
- Porvir
- Produtor
- Protesto Operário: "Primeiro de Maio", 01/05/1892
- Radical
- A Resistência
- Revista Literária e Científica do Século
- Revolução
- O Século
- Sentinela da Fronteira
- Sul do Tejo
- O Tecido
- O Trabalhador
- O Trabalho
- Transmontano
- Tribuna
- Vanguarda
- Viseu Ilustrado
- A Voz do Operário (from | a partir de 1881): "Nilo" 17/08/1902
- Voz do Trabalho
- Vulcão

### Colaboração emAlmanaques
- Almanaque de Lembranças Luso-Brasileiro,  1908
- Almanaque Republicano para 1880
- Almanque a Vitória da República para 1890, 1891, 1892
- Almanaque Socialista para 1897 e 1931
- Almanaque da Crónica
- Almanaque dos Repórteres